# 男山八幡宮 (姫路市)

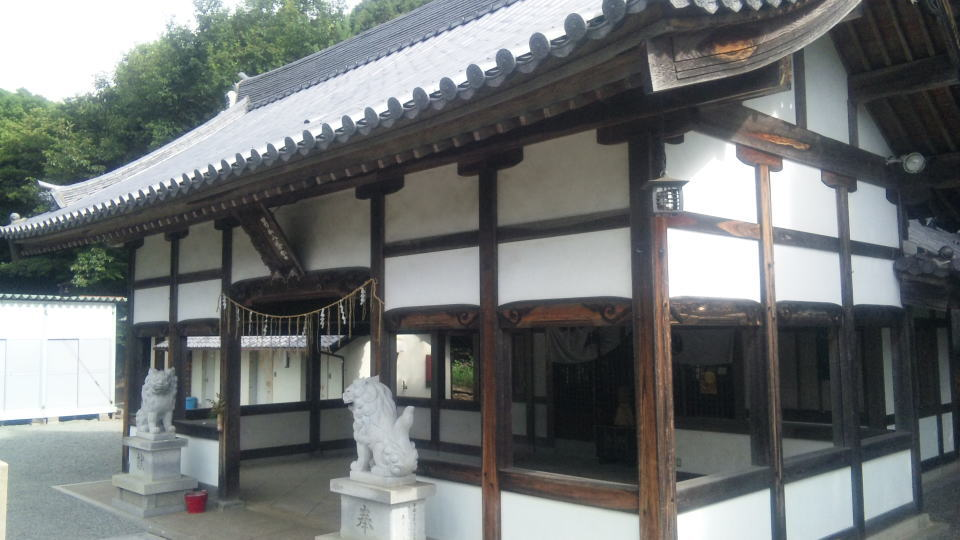
拝殿

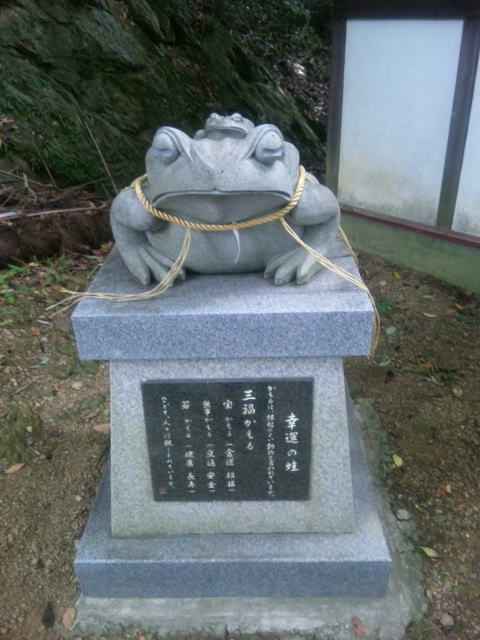
神社参道にある「幸運の蛙、三福かえる」。

男山八幡宮（おとこやまはちまんぐう）は兵庫県姫路市山野井町にある神社。男山の中腹に鎮座している。

## 祭神
- 八幡神・比売大神・大帯比売命

## 例祭
- 2月 - 厄神祭
- 9月 - 観月祭

## 歴史
- 1345年（貞和元年） - 赤松貞範が国府姫路の姫山に城（姫路城）[1]を築く際に京都の石清水八幡宮より分霊し男山に祀る。城の鎮守社として歴代城主の信仰も厚かった。
- 1679年（延宝7年） - 松平直矩が社殿を修理した。麓の参道入り口に現在残っている石鳥居は、この時に寄進された物[2][3]。
- 1716年（正徳6年） - 榊原政邦が社殿を新築再建した。社殿の前に現在残っている石鳥居は、この時に寄進された物で武運長久・家門繁栄を願った文章が刻まれている。政邦は「男山八景」の和歌も詠んでいる。
- 1987年（昭和62年）10月16日 - 放火で建物を焼失した。
- 1990年（平成2年）9月 - 本殿・幣殿・拝殿を再建した。

## 交通
- 姫路駅から神姫バスで約7分。「市之橋・文学館前」下車、北へ徒歩約5分。

## 周辺
- 姫路公園
  - 姫路城
  - 好古園
  - 日本城郭研究センター
  - 姫路市立図書館（城内図書館）
  - 兵庫県立歴史博物館
  - 姫路市立美術館
  - 姫路市立動物園
  - 姫路神社
- 姫路文学館
- 景福寺
- 兵庫縣姫路護國神社